# Сакания, Калистрат Константинович
Калистрат Константинович Сакания (17 января 1911 года, с. Лыхны, Сухумский округ, Кутаисская губерния, Российская империя — 24 января 1979 года, с. Лыхны, Гудаутский район, Абхазская АССР, Грузинская ССР) — бригадир колхоза имени Молотова Гудаутского района, Абхазская АССР, Грузинская ССР. Герой Социалистического Труда (1948).

## Биография
Родился в 1911 году в крестьянской семье в селе Лыхны Сухумского округа.
С подросткового возраста трудился в личном сельском хозяйстве. Во время коллективизации был одним из организаторов колхоза имени Молотова Гудаутского района. Трудился в этом же колхозе бригадиром полеводческой бригады до призыва в Красную Армию в 1941 году по мобилизации. Участвовал в Великой Отечественной войне. После мобилизации возвратился в родное село, где продолжил трудиться бригадиром в колхозе имени Молотова Гудаутского района.
В 1947 году бригада под его руководством собрала в среднем с каждого гектара по 87,46 центнера кукурузы на участке площадью 6 гектаров. Указом Президиума Верховного Совета СССР от 21 февраля 1948 года удостоен звания Героя Социалистического Труда за «получение высоких урожаев кукурузы и пшеницы в 1947 году» с вручением ордена Ленина и золотой медали «Серп и Молот» (№ 726).
Этим же Указом званием Героя Социалистического Труда были награждены труженики колхоза имени Молотова Гудаутского района звеньевые Алексей Хабугович Барзания, Самсон Хабугович Барзания, Кязим Османович Бганба, Теймур Согумович Джарсалия и Арзамет Сабаевич Чантурия.
Неоднократно избирался депутатом Лыхненского сельского Совета народных депутатов.
Проживал в родном селе Лыхны Гудаутского района. Скончался в январе 1979 года.